# Walki na linii Sanu
Walki na linii Sanu – wrześniowe walki wielkich jednostek i oddziałów Armii „Małopolska” obsadzających linię Sanu.
Początkowe polskie plany obronne  na kierunku południowym zakładały zatrzymanie ofensywy wojsk niemieckich na linii Nidy i Dunajca. W wyniku rozcinających niemieckich uderzeń na broniące się oddziały polskie, koncepcja obrony rubieży tych rzek stała się nieaktualna. 6 września z Armii „Kraków” i Armii „Karpaty” utworzona została Armia „Małopolska”. Otrzymała ona zadanie wycofać się z zajmowanych rubieży i obsadzić linię Sanu.
Również i Niemcy doceniali walory obronne Sanu. Niemiecka 14 Armia otrzymała zadanie prowadzenia pościgu równoległego i osiągnięcia linii Sanu jeszcze przed wojskami polskimi, a po jej obsadzeniu częścią sił miała nacierać w kierunku Lwowa.

## Działania wojsk
8 września sztab Armii „Małopolska” przejął od dowódcy Okręgu Korpusu nr X gen. bryg. Wacława Wieczorkiewicza planowanie działań obronnych na Sanie, a wycofujące się oddziały polskie toczyły ciężkie walki ze ścigającym je przeciwnikiem.

### Wyścig piechoty i czołgów na linię Sanu
Siły polskie wycofujące się na linię Sanu toczyły ciągłe walki z nieprzyjacielem. Gen. dyw. Kazimierz Fabrycy tak niefortunnie wycofywał z linii Dunajca 24 Dywizję Piechoty, że luka pomiędzy polskimi wielkimi jednostkami umożliwiła wejście w przestrzeń operacyjną niemieckiego XXII Korpusu Armijnego gen. kaw. Ewalda von Kleista.
Działania 10 Brygady Kawalerii
Próbę zatrzymania niemieckiego natarcia podjął dowódca 10 Brygady Kawalerii płk Stanisław Maczek. 8 września jego pułki toczyły ciężkie walki z wojskami 4 Dywizji Lekkiej gen. mjr. Alfreda von Hubickiego. Dowódca brygady postanowił bronić Rzeszowa. W mieście znajdowały się duże składy materiałowe. Niestety, na drodze między Mielcem a Kolbuszową, z powodu braku benzyny, pozostała kompania vickersów. 
8 września około 15:00 brygada zorganizowała obronę pod Rzeszowem. 24 pułk ułanów osłonił miasto od zachodu, a 10 pułk strzelców konnych bronił rubieży Rudna Wielka – Miłocin. Z kierunku Dębicy i Mielca osłaniał dywizjon rozpoznawczy. Saperzy przygotowali zapory inżynieryjne na Wisłoku i wzdłuż osi Rzeszów - Łańcut. 
W czasie gdy brygada organizowała obronę, na przedpolu zjawiły się oddziały wydzielone niemieckiej 4 DLek. Ich ataki zostały odparte celnym ogniem armat przeciwpancernych. Niemcy stracili sześć czołgów. Na wezwanie z pola walki zjawiło się jednak nieprzyjacielskie lotnictwo. Samoloty bombardowały pozycje obronne polskich oddziałów i składy MPS w Rzeszowie. Po godzinie ruszyło ponowne natarcie. Czołgi niemieckie współdziałające z piechotą uderzyły na oddziały 10 Brygady Kawalerii, ale i to natarcie zostało odparte.
W kolejnym natarciu Niemcy zastosowali manewr. Część sił uderzyła na pozycje 10 psk, część w skrzydło 24 puł. Właśnie tam 3 szwadron por. Romualda Radziwiłłowicza zniszczył niemiecki oddział rozpoznawczy 10 pułku strzelców konnych (zmot.) ppłk. Walthera Brehmera. Późnym wieczorem niemiecka dywizja zajęła Rzeszów. Następnego dnia jej dowódca utworzył dwa oddziały wydzielone z zadaniem uchwycenia przyczółków na Sanie.
W nocy z 8 na 9 września główne siły brygady odeszły pod osłoną szwadronów 24 puł do Łańcuta. Stanowisko dowodzenia brygady znajdowało się na zamku
Około godz. 13 pod miasto podeszły niemieckie czołgi rozpoznawcze. Udało im się przeprawić przez Wisłok na południe od Rzeszowa. O 15:30 Niemcy uderzyli czołowo na Łańcut 60 czołgami. Natarcie odparły polskie działa przeciwpancerne. Równocześnie nieprzyjaciel, stosując obejście, uderzył na dywizjon rozpoznawczy mjr. Ksawerego Święcickiego. Ten nie wytrzymał uderzenia i wycofał się spod Albigowej. Dowodzony osobiście przez płk. Maczka kontratak kompanii TKS odtworzył przedni skraj obrony. Niemcy zdecydowali się na obejście Łańcuta drogami bocznymi od południa w kierunku na Przeworsk. Płk Maczek początkowo planował częścią sił oderwać się od przeciwnika i zagrodzić drogę niemieckim kolumnom w Przeworsku. Jednak Niemcy rozpoznali manewr i natarciem nocnym zdobyli Łańcut. Oddziały brygady wycofały się częściowo na Przeworsk, częściowo na północ. Niemcy zaatakowali też Radymno.
W tych warunkach płk Maczek zdecydował się zebrać rozrzuconą na dużej przestrzeni brygadę w Jarosławiu. W Jarosławiu okazało się, że obrona Sanu na tym ważnym kierunku znajdowała się dopiero w początkowym stadium organizacji. Z powodu długiej posuchy rzeka nie stanowiła przeszkody nawet dla piechoty. Gen Maczek w swoich wspomnieniach napisał: „Front na Sanie jest fikcją. Jest nie mniejszą fatamorganą, jak wizja oazy nad źródłem [...] na pustyni”. 
Rano 10 września Niemcy w wielu punktach sforsowali San i zdobyli przyczółki do dalszych działań na wschodnim brzegu. Jednostki Armii „Małopolska” nie były gotowe do obrony. 
Walki odwrotowe na południu
Od świtu 8 września pod Jasłem toczyły się ostre walki z oddziałami niemieckiej 1 Dywizji Górskiej. Duże straty poniósł próbujący oderwać się od nieprzyjaciela Batalion KOP „Żytyń”.
Wieczorem pododdziały 1 pułku piechoty KOP „Karpaty” zajmowały stanowiska obronne pod Jedliczami. Dalej na południe pod Żmigrodem i Duklą broniła się 3 Brygada Górska Strzelców. Rano 9 września zbieżnym uderzeniem od Gorlic i Krępnej niemiecka 1 Dywizja Górska zaatakowała 2 pułk piechoty KOP „Karpaty” i zajęła Nowy Żmigród. Następnie jej grupa „Lang”, uderzyła na Krosno, a grupa „Geiger” – w kierunku Dukla – Rymanów – Sanok. Przeciwnik okrążył Duklę od północy i wyszedł na tyły I batalionu 2 pp KOP „Karpaty”. Batalion wycofał się na południowy wschód w góry. 
Około 21:00 na rynek w Krośnie wjechały niemieckie samochody pancerne. Zaskoczony tym zupełnie sztab 2 Brygady Górskiej Strzelców ratował się ucieczką, a 1 pułk Strzelców Podhalańskich wycofał się na północ. W ręce Niemców wpadła kancelaria brygady i środki łączności. Po zajęciu Krosna grupa „Lang” uderzyła na Krościenko, gdzie bataliony ON stawiły bezładny opór. O świcie 10 września resztki tych batalionów wycofały się w różnych kierunkach. Pozostałe oddziały brygady bez nacisku ze strony nieprzyjaciela rozpoczęły w grupach batalionowych samorzutny odwrót. W rezultacie w ciągu nocy z 8 na 9 września 2 Brygada Górska Strzelców płk. Aleksandra Stawarza przestała istnieć jako zwarta jednostka.
3 Brygada Górska Strzelców wycofała się aż pod Stary Sambor. Ułatwiło to działanie niemieckiej 1 Dywizji Górskiej w kierunku na Lwów. Brak łączności i współdziałania pomiędzy wielkimi oddziałami a także nie koordynowanie działań przez sztab Armii „Małopolska” spowodował, że linia Sanu nie stanowiła rzeczywistej przeszkody dla wojsk niemieckich. Gen. Fabrycy wycofał swój sztab armii do Lwowa. Sytuacji nie poprawiło też utworzenie Frontu Południowego pod dowództwem gen. Sosnkowskiego.
11 września, niemiecka 2 Dywizja Pancerna utworzyła przedmoście pod Jarosławiem i rozpoczęła budowę mostu. Następnego dnia przeszły tędy oddziały niemieckiej 4 Dywizji Lekkiej. 2 Dywizja Górska zdobyła Birczę, a słowacka 3 Dywizja Piechoty – Baligród i Bukowsko.
Z zakola Wisłoka pod Frysztakiem nie mając styczności z nieprzyjacielem wycofywała się 11 Karpacka Dywizja Piechoty. Jej dowódca płk dypl. Bronisław Prugar-Ketling uznał, że teren nie pozwala na obronę dywizji w odosobnieniu. Zarządził więc wycofanie swoich oddziałów do Baryczy. Również wycofanie rozpoczęła 24 Dywizja Piechoty. Jej nowy dowódca płk Bolesław Schwarzenberg-Czerny zdecydował się maszerować za San, do Dylągowej. Nieskoordynowany marsz obu dywizji spowodował liczne zatory taborów. Oddziały obu dywizji często wybierały drogi krzyżujące się ze sobą. Brak było koordynacji marszu.

### Próby utrzymania linii Sanu
9 września do sztabu Armii Małopolska stacjonującej w Siedliskach nadszedł ze Sztabu Głównego rozkaz nakazujący utrzymanie ogólnej linii Jarosław – Przemyśl aż do granicy węgierskiej. Od obrony tej rubieży zależało cyt: „powodzenie całości planowanych działań Naczelnego Wodza”. Wzmocniono też siły armii. W Dobromilu wyładowała się 38 Dywizja Piechoty. Z Frontu Północnego na południe kierowane były oddziały 35 Dywizji Piechoty oraz Grupa Grodzieńska płk. dypl. Bohdana Hulewicza (3 pułki piechoty i 3 dywizjony artylerii lekkiej).
10 września linia Sanu była zagrożona na obu najważniejszych kierunkach operacyjnych, przez Radymno i Sambor, z których każdy wyprowadzał na Lwów. Na odcinku między Jarosławiem a Przemyślem do linii Sanu zbliżał się cały XXII Korpus Armijny gen. Kleista. Do 4 DLek dołączyła 2 DPanc z częścią sił 3 DG.
Szczególnie krytyczna sytuacja wytworzyła się pod Radymnem. Od dywizjonu rozpoznawczego 10 BK nadeszły wiadomości, że w Radymnie znajdują się niemieckie oddziały pancerno-motorowe i zamierzają maszerować na Przemyśl. Płk Maczek meldował, że naprzeciw Radymna nie ma polskiej obsady, a Niemcy znajdują się już na prawym brzegu rzeki, na północ od szosy do Duńkowic. 
Również jednostki niemieckiej 1 Dywizji Górskiej czyniły postępy. Jej oddział wydzielony swoją kolumną południową „Geiger” rozproszył oddziały 3 Brygady Górskiej Strzelców płk. Jana Kotowicza pod Rymanowem i Zarszynem, a 10 września zajął opuszczony Sanok. Polacy zdążyli jednak podpalić most. To zatrzymało Niemców. Kolumna północna OW „Wintergerst” przeszła bród na Sanie pod Trepczą i utworzyła na wschodnim brzegu przyczółek. Na odcinku środkowym niemiecka 2 Dywizja Górska forsowała San pod Kluczem, mając przed sobą odchodzące na Birczę oddziały 24 DP.
Generał Fabrycy zdecydował się zorganizować koncentryczne uderzenie od północy siłami grupy operacyjnej „Boruta”, od południa zaś dywizjami karpackimi. W tym celu zarządził przesunięcie 38 DP pod Medykę.
Inaczej rozegranie walki na tym terenie widział nowo mianowany dowódca Frontu Południowego gen. Sosnkowski. Uważał on, że 38 DP winna uderzyć na południe, by uniemożliwić Niemcom marsz po osi karpackiej. Inne zdanie generałowie mieli też odnośnie do miejsce rozwinięcia SD armii. Gen. Fabrycy postanowił przenieść je do Lwowa, a gen. Sosnkowski chciał pozostawić je bliżej wojsk walczących. Gen. Fabrycy (w tym momencie podwładny gen. Sosnkowskiego) zrealizował swój zamiar i przeniósł się do Lwowa. Udał się tam i gen. Sosnkowski, by w oparciu o ewakuowane tam instytucje wojskowe zorganizować kwaterę główną frontu.

## Epilog
W dniach 9–11 września Wojsko Polskie prowadziło działania zmierzające do zatrzymania tym razem na linii Sanu ofensywy wojsk niemieckich. Działania okazały się nieskuteczne. Przyczyną była zarówno przewaga Wehrmachtu, ale i błędy popełniane przez polskie dowództwo. Rubież nie w pełni przygotowano do obrony pod względem inżynieryjnym. Na szczeblach taktyczno-operacyjnych szwankowała łączność. Całkowicie zlekceważono rozpoznanie. Szacunkowe straty wyniosły ok. kilkudziesięciu zabitych i kilkuset rannych po obu stronach. Do niewoli niemieckiej dostało się około 2000 rezerwistów z transportów, które wyładowywały się w zajętym już przez Niemców Radymnie.